# 六角義秀
六角 義秀（ろっかく よしひで）は、近世の系図類と『江源武鑑』などの偽書に登場する人物。戦国時代の近江国守護であった六角氏綱の子である六角義実の子とされているが、歴史学の一般的な通説においては、氏綱の弟の六角定頼が家督を継承し、以降定頼の子孫が六角氏の家督を継いだと考えられており、義秀の系統が存在するとは考えられておらず、子孫を称した沢田源内による江戸期の系図改変のなかで創作されたものとされている。

## 江源武鑑に描かれる経歴
天文10年（1540年）4月5日に六角義実の子として生誕、幼名は飛龍。『江源武鑑』では、母親は将軍足利義晴の娘であり、天文17年（1548年）に若狭守護武田義統に嫁いだ女性と同腹であるとしている。京の将軍家からは誕生祝いとして綾500巻、白銀千枚、「万歳」という名を持つ太刀が贈られた。天文17年には同腹の弟「龍水丸」が武田義統の養子となった。
天文14年（1545年）、元服して義秀と名乗り室町幕府に出仕する。天文24年3月3日、父の義実から家督を相続。弘治3年（1557年）1月には父義実が没し、八幡山義昌、京極高吉、六角義賢ら5人が義秀の後見とされている。義実が弘治3年1月24日に書いたとされる「義実百箇条」では、「愚息修理大夫義秀」とあり、任官を受けていたとされる。
永禄元年（1558年）4月8日には後見義賢が出家し、承禎と号したが、国政には関与し続けたという。永禄2年（1559年）2月24日には駿河国の今川義元から上洛に及ぶが、その道を遮るなという書簡を受け取る。2月には織田信長が妹お市の方を浅井長政に嫁がせたい旨を申し入れ、後見の六角承禎とともにこれを許可している。6月には美濃国の土岐氏から使節があり、上洛したい旨が伝えられたが、義秀は下心が有るとしてこれを許可しなかった。8月には伊勢国司北畠具教が家臣桑名氏を滅ぼし、具教の舅であった六角承禎の子義弼（六角義治）が三千騎をひきいて伊勢に向かった。9月15日には将軍義輝から一色淡路守が遣わされ、義秀と承禎を和解させようとしている。10月24日には美濃の斎藤義龍の要請で、美濃に侵攻した織田家を退けるため八幡山義昌を大将とする四千騎を援軍に送っている。永禄3年（1560年）5月には織田信長からの要請で、二千三百騎を援軍として送った。この時桶狭間の戦いで信長が義元を討ち取っている。10月10日には浅井長政の計らいで義秀と信長の娘の縁組が持ち上がった。後見の承禎と八幡山義昌は反対したが、18日には両者を結婚させるよう将軍足利義輝の命が下り、29日には信長の娘が観音寺城に到着した。この娘は天正5年1月の項目で、信長の庶兄織田信広の娘で、信長の養女であると説明されている。
永禄5年（1561年）ごろには承禎と不仲になっていた。永禄6年（1562年）3月23日には京極高吉や朽木貞綱ら近江の旗頭が連れ立って観音寺城に登城した。旗頭らは六角義弼が逆心したと訴え出、3月25日に義秀は義弼を討つことを命じ、1万1千騎が義弼が籠もる箕作城を攻撃した。義弼には北畠氏からの援軍が加わっていたという。26日には承禎が観音寺城に登城して弁明しようとしたが、義秀は会わなかった。義弼はわずかな近習とともに箕作城を退去し、徳源院に入ったが、義秀の命で京極高吉のもとにお預けとなり、所領は父承禎のもとに分けられた。
永禄8年（1565年）5月19日には将軍足利義輝が「松永弾正忠通秀」父子を一方の大将とする三好氏の軍によって殺害される。この際、承禎・義弼父子が三好氏に通謀し、義秀ごと滅亡させようとしていることを示す密書が発覚したが、承禎を攻撃することはなかった
永禄11年（1568年）5月23日には近江国内の矢島御所に滞在していた足利義昭を、三好氏に通謀していた承禎父子が討とうとする企みが発覚する。しかし義秀はその心はわからないとして承禎父子を箕作城に帰した。6月8日、織田信長が密かに観音寺城を訪れ、義秀と対面した。義秀は義昭上洛を支持することを表明し、8月4日に承禎父子を討つことを命じた。承禎父子は北畠氏からの援軍を含めた兵力で抵抗するが、9月20日の合戦後に降伏、義秀は両者を討ち取るよう命じたが、京極高吉の諫言で二人は助命された。義昭上洛の際には義秀も同行し、10月11日に義昭が参内した際には義昭の次、信長の前の席に座していたとされる。またこの日、信長とともに参議に任じられたとしている。12月21日には義昭より北陸道管領に任ぜられた。永禄12年（1569年）の大河内城の戦いでは信長とともに出陣している。『江源武鑑』ではこの時期しばしば「尾陽両将」「義秀信長両将」という表現で、義秀と信長がともに行動している表現が見られる。
元亀元年（1570年）4月の信長による朝倉氏攻撃にも義秀は同行している。しかし突然軍勢を率いて帰国した。その後、小谷城で家臣の浅井備前守長政が、朝倉氏・若狭武田氏・越後上杉氏・甲斐武田氏が連携して信長を討とうとしている起請文を見せ、近江の旗頭らもこれに与するよう求めた。また義秀も信長の行動について諫言していたため両者は不和になっていた。6月1日には根来寺に亡命していた承禎父子と和解した。しかし6月4日に承禎父子が信長の軍を攻撃し、義秀の軍勢もこれに加わった。信長は浅井父子のこもる小谷城を攻めたが失敗し、義秀は「当家武士の棟梁」と称賛している。6月28日の姉川の戦いでは、朝倉の援軍を得た近江軍が織田軍に打撃を加え、信長は美濃に退却した。その後も小競り合いが続いていたが、12月8日には将軍義昭と朝廷からの使いが義秀と信長の和睦を要請し、義秀は勅旨であるなら異議がないと回答した。
しかし浅井氏を始めとする近江旗頭と信長の戦いが再発し、元亀2年8月26日には信長が観音寺城を訪れて対面している。この際信長は「御前（義秀）に向ける弓矢ほど苦しきものはない」と涙を流し、義秀も目をうるませたという。信長が比叡山焼き討ちを決めた際には厳しく諫言したというが、後に信長とともに「山門退治」に参加したという。
元亀4年（1573年）4月28日には義昭より信長と義秀の両名にすべてを任せる旨が伝えられた。義秀は病気がちであったため、面会した際に信長は「信長只一人粉骨」していると涙を流し、義秀もともに落涙したという。義秀も義昭を将軍の器でないと見ていたが、義昭が反信長の挙兵を行ったときには重病で信長に同行できず、「これで信長一人の天下となるだろう」と落涙した。
信長は浅井長政父子に義秀を願えれば近江一国を与えるとして内通を誘い、浅井父子は引き抜けなかったものの、蒲生賢秀や阿閉貞征が織田側に寝返った。義秀は浅井父子に蒲生・阿閉を討つよう命じ、天正元年8月10日よりは義秀と近江軍が織田軍と衝突し、近江軍が信長の軍を破った。その後、信長は朝倉・浅井両氏を滅ぼし、8万人の軍勢で観音寺城を取り囲んだが、勅使を受けて義秀と信長は和睦した。信長は義秀とその子孫に異心を持たないという起請文を書き残している。信長が蘭奢待を切り取った際には近江からも検使を差し出している。天正3年（1573年）2月3日には、志賀郡と高島郡の地を信長に「預けて」いる。
天正5年（1577年）1月には初めての子となる男子・義郷が誕生した。武田氏滅亡の報を聞いた際には、「（信長は）無慈悲なれば逆亡することあるべし」と述べている。5月28日に病のため死去。享年38。

### 偏諱
『江源武鑑』によれば、永禄元年9月に、各地を放浪していた亀井茲矩が近江を訪れ、義秀は「秀」の偏諱を与えて「亀井秀矩」と名乗らせたとしている。なお、事実であれば当時茲矩は数え年3歳である。天正3年2月17日には、高島郡を統治することになった木下藤吉郎元吉（豊臣秀吉）に偏諱を与えて「秀吉」と名乗らせた。天正十二年の項目ではその恩により、秀吉が義秀の息子義郷を取り立てると伝えたと記載されている。
- 池田伊予守秀政[55]。
- 後藤秀勝[56]。